# Maní (Casanare)
Maní est une municipalité située dans le département de Casanare, en Colombie.